# Crno bijeli svijet
Crno bijeli svijet je drugi studijski album zagrebške rock skupine Prljavo kazalište. Glavni vokal je prispeval Davorin Bogović, album pa je obarvan v ska in new wave stilu. Album vsebuje hita: »Crno bijeli svijet« in »Mi plešemo«. Producent albuma je Ivan Stančić, album pa je izšel pri založbi Suzy.
Album je bil leta 1998 uvrščen na 36. mesto lestvice 100 najboljših jugoslovanskih rock in pop albumov v knjigi YU 100: najbolji albumi jugoslovenske rok i pop muzike, skladbi »Mi plešemo« in »Crno bijeli svijet« pa leta 2000 uvrščeni na 49. in 74. mesto Seznama 100 najboljših jugoslovanskih rock skladb po izboru revije Rock Express.

## Seznam skladb
Avtor vseh skladb je Jasenko Houra, razen, kjer je posebej napisano.
| A stran | A stran                                      | A stran |
| Št.     | Naslov                                       | Dolžina |
| ------- | -------------------------------------------- | ------- |
| 1.      | „Crno bijeli svijet‟ (arr. Ivan Stančić)     | 3:11    |
| 2.      | „Moderna djevojka‟ (arr. Ivan Stančić)       | 3:54    |
| 3.      | „Nove cipele‟ (arr. Ivan Stančić)            | 3:29    |
| 4.      | „Nedjeljom ujutro‟ (arr. Ivan Stančić)       | 4:22    |
| 5.      | „Neka te ništa ne brine‟ (arr. Ivan Stančić) | 4:12    |

| B stran | B stran                                                                                  | B stran |
| Št.     | Naslov                                                                                   | Dolžina |
| ------- | ---------------------------------------------------------------------------------------- | ------- |
| 1.      | „Zagreb‟ (arr. Ivan Stančić)                                                             | 3:06    |
| 2.      | „17 ti je godina tek‟ (Doc Pomus, Mort Shuman/Kurt Schwabach, Mario Kinel/Jasenko Houra) | 3:19    |
| 3.      | „Neki moji prijatelji‟ (arr. Jasenko Houra)                                              | 2:57    |
| 4.      | „Sam‟ (Ivan Stančić/Jasenko Houra/Ivan Stančić)                                          | 4:05    |
| 5.      | „Mi plešemo‟ (arr. Jasenko Houra)                                                        | 4:31    |

## Zasedba
- Jasenko Houra – kitara
- Tihomir Fileš – bobni
- Marijan Brkić – solo kitara
- Ninoslav Hrastek – bas kitara
- Davorin Bogović – vokal